# Lonchocarpus epigaeus
Lonchocarpus epigaeus är en ärtväxtart som beskrevs av Mario Sousa. Lonchocarpus epigaeus ingår i släktet Lonchocarpus och familjen ärtväxter. Inga underarter finns listade i Catalogue of Life.